# Gottfried Christian Rothe
Gottfried Christian Rothe (* 1708 in Bombeck in der Altmark; † 25. April 1776 in Salzwedel) war ein lutherischer Theologe und Generalsuperintendent von Pommern.
Das Leben und Wirken von Gottfried Christian Rothe liegt – im Vergleich mit den anderen Generalsuperintendenten von Pommern – einigermaßen im Dunkeln. Er studierte an der Universität Halle an der Saale zunächst Theologie, danach Medizin und endlich wieder Theologie.
Seine erste Pfarrstelle erhielt Rothe in seinem Heimatort Bombeck. Er wurde 1750 Inspektor und Pfarrer an der Kirche St. Katharinen in der Neustadt von Salzwedel. 1756 übernahm er das Amt des Generalsuperintendenten der Altmark und Prignitz und wurde auch Inspektor der Diözese Stendal sowie Oberprediger an der Domkirche St. Nikolaus in Stendal.
Am 8. Februar 1758 erreichte Gottfried Christian Rothe der Ruf als Generalsuperintendent in Vor- und Hinterpommern, und 1759 trat er das Amt in Stettin als Nachfolger von Johann Gottfried Hornejus an. In seiner 16-jährigen Amtszeit wurde er 1769 durch die Herausgabe eines Handbuches für Prediger über die Grenzen von Pommern hinaus bekannt.
Im Jahre 1775 trat Rothe in den Ruhestand und starb ein Jahr später 68-jährig. Seine Nachfolge trat Friedrich Christian Göring an.
Rothe war verheiratet mit Margarete Elisabeth Windhorn.